# 升形駅
升形駅（ますかたえき）は、山形県新庄市大字升形字下夕野にある、東日本旅客鉄道（JR東日本）陸羽西線の駅である。
駅名は「ますかた」だが、駅周辺の地名は「ますがた」と読む。
陸羽西線は2022年（令和4年）5月より列車の運行を休止、バス代行を行っており、当駅も休止駅となっている。代行バスについては「陸羽西線#バス代行輸送」を参照。

## 歴史

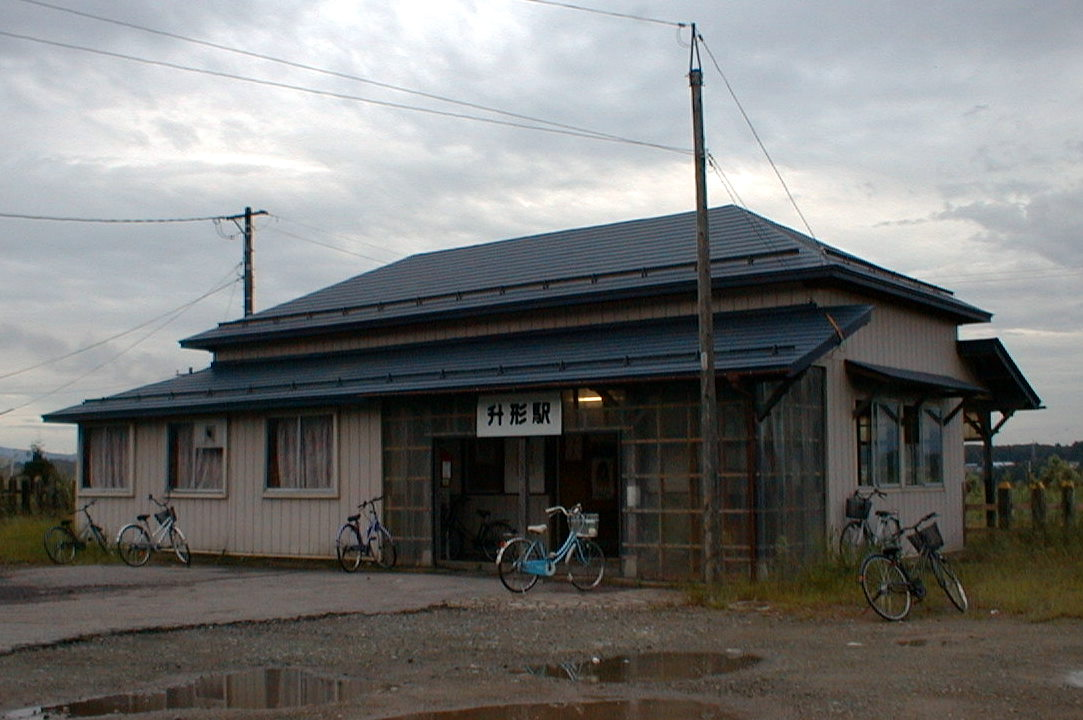
改築前の駅舎

- 1913年（大正2年）12月7日：官設鉄道（のちに日本国有鉄道）酒田線（現・陸羽西線）の駅として開業[3]。
- 1970年（昭和45年）10月1日：貨物の取り扱いを廃止[3]。
- 1984年（昭和59年）2月1日：荷物の扱いを廃止[3]。
- 1986年（昭和61年）11月1日：無人化[5]（簡易委託化）[6]。
- 1987年（昭和62年）4月1日：国鉄分割民営化により、JR東日本の駅となる[3]。
- 2000年（平成12年）3月：現駅舎が竣工[2]。
- 2022年（令和4年）5月14日：高屋道路の（仮称）高屋トンネル建設関連工事に伴う陸羽西線の列車運行休止に伴い、鉄道駅としての営業を休止する[4]。代行バスのりばは県道34号沿いの升形簡易郵便局付近に設置[4][7]。
- 2024年（令和6年）10月1日：えきねっとQチケのサービスを開始[1][8]。

## 駅構造
かつては島式ホーム1面2線であったが、現在は単式ホーム1面1線の地上駅で、旧下り線を使用している。以前は古口駅とほぼ同型の駅舎があったが、簡易駅舎に建て替えられた。
新庄統括センター（新庄駅）管理の無人駅である。

## 利用状況
「山形県の鉄道輸送」によると、2000年度（平成12年度）- 2004年度（平成16年度）の1日平均乗車人員の推移は以下のとおりであった。
| 乗車人員推移       | 乗車人員推移     | 乗車人員推移 |
| 年度               | 1日平均 乗車人員 | 出典         |
| ------------------ | ---------------- | ------------ |
| 2000年（平成12年） | 15               | [ 9 ]        |
| 2001年（平成13年） | 11               | [ 9 ]        |
| 2002年（平成14年） | 11               | [ 9 ]        |
| 2003年（平成15年） | 11               | [ 9 ]        |
| 2004年（平成16年） | 11               | [ 9 ]        |

## 駅周辺
周辺には住宅などが多い。駅前よりは駅からやや離れたところに多い。
- 新庄市立升形小学校
- 升形簡易郵便局
- 国道458号

## 隣の駅
東日本旅客鉄道（JR東日本）
■陸羽西線
新庄駅 - 升形駅 - 羽前前波駅